# Artur Otton Spitzbarth
Artur Otton Spitzbarth (ur. 3 kwietnia 1854, zm. 25 maja 1937 w Warszawie) – polski architekt, projektant i budowniczy kamienic w Warszawie.

## Życiorys
Rodzina Spitzbarthów pochodziła z Kurlandii, ale po przybyciu do Warszawy uległa pełnej polonizacji. Ojcem Artura Ottona był radca kolegialny Karol Spitzbarth. On sam był przedsiębiorcą budowlanym, a z wykształcenia inżynierem-architektem, zaprojektował wiele warszawskich kamienic, z których pojedyncze przetrwały II wojnę światową. Jego projekty wyróżniały się nowoczesnymi rozwiązaniami technicznymi oraz śmiałymi detalami i nowatorskimi elementami wyposażenia. Do najbardziej znanych realizacji należały kamienice przy ul. Świętokrzyskiej 6 (obecnie w tym miejscu znajduje się gmach Ministerstwa Finansów) oraz Nowy Świat 30 (kamienica u zbiegu z ulicą Foksal została odbudowana w nowym wystroju elewacji i znacznie obniżona). Wojnę przetrwały kamienice przy ul. Foksal 13 i 15.

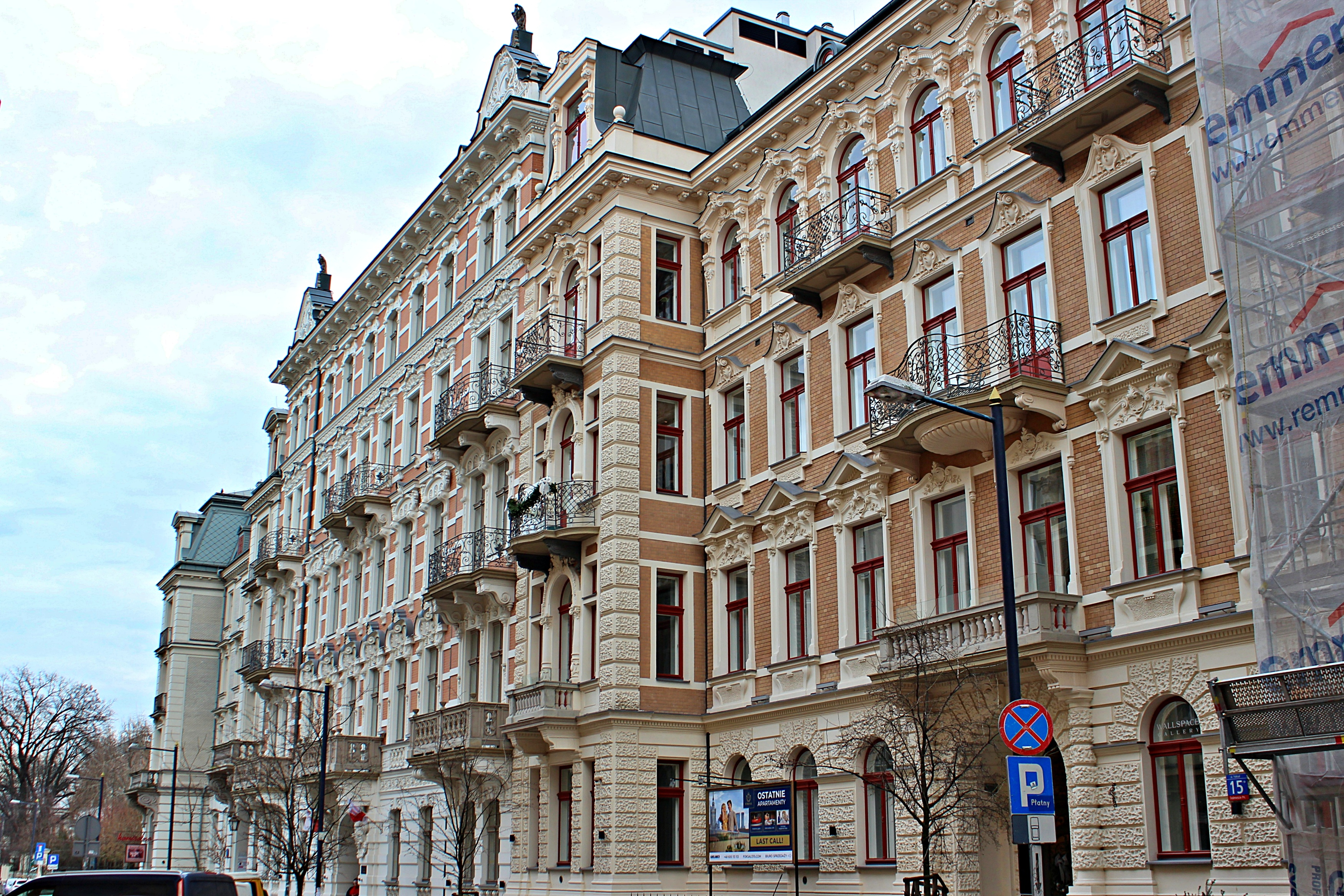
Kamienica Spitzbartha po remoncie (po prawej) i Kamienica Weinsteina projektu Artura Spitzbartha (po lewej)

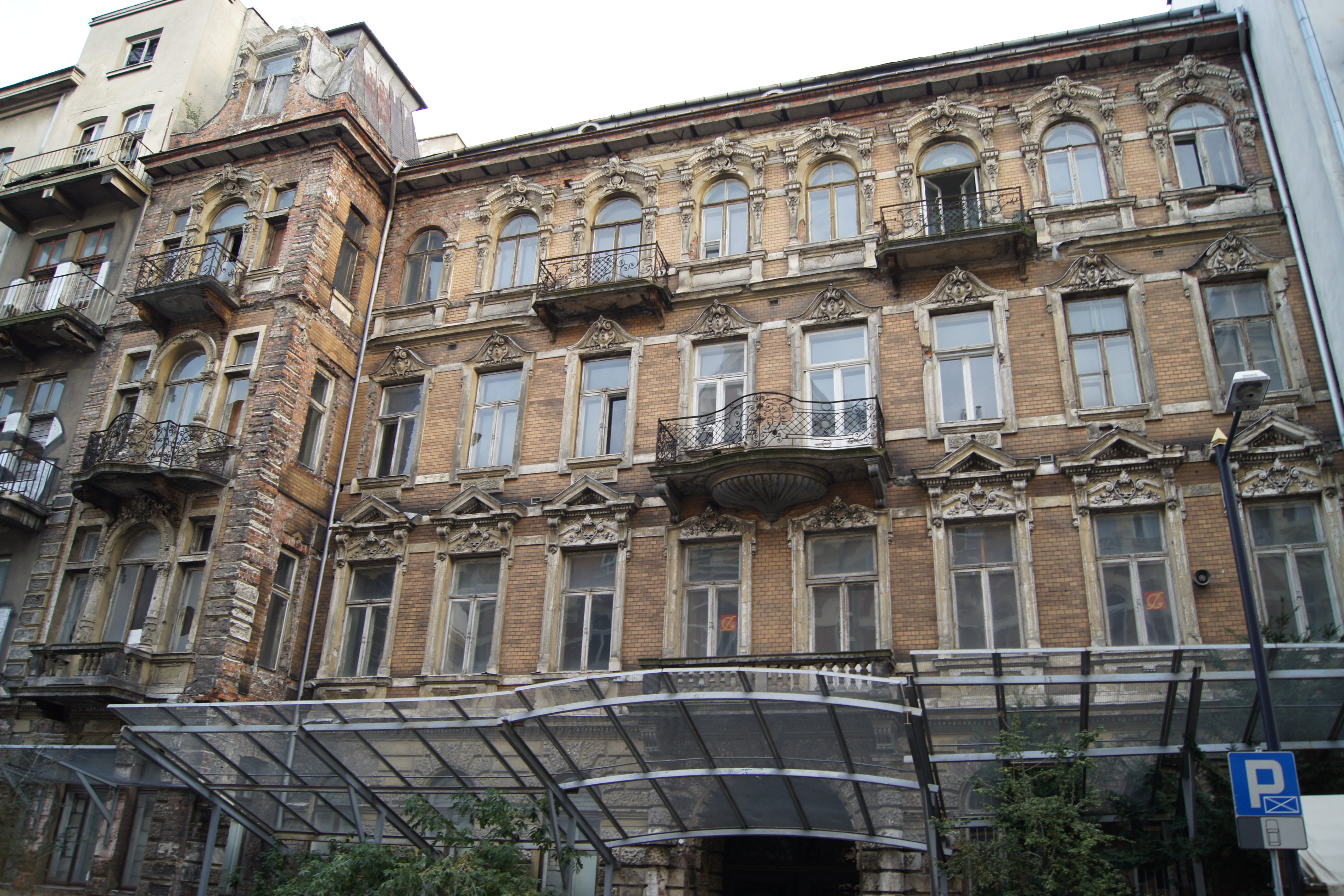
Kamienica Spitzbartha przy ul. Foksal 15 przed remontem

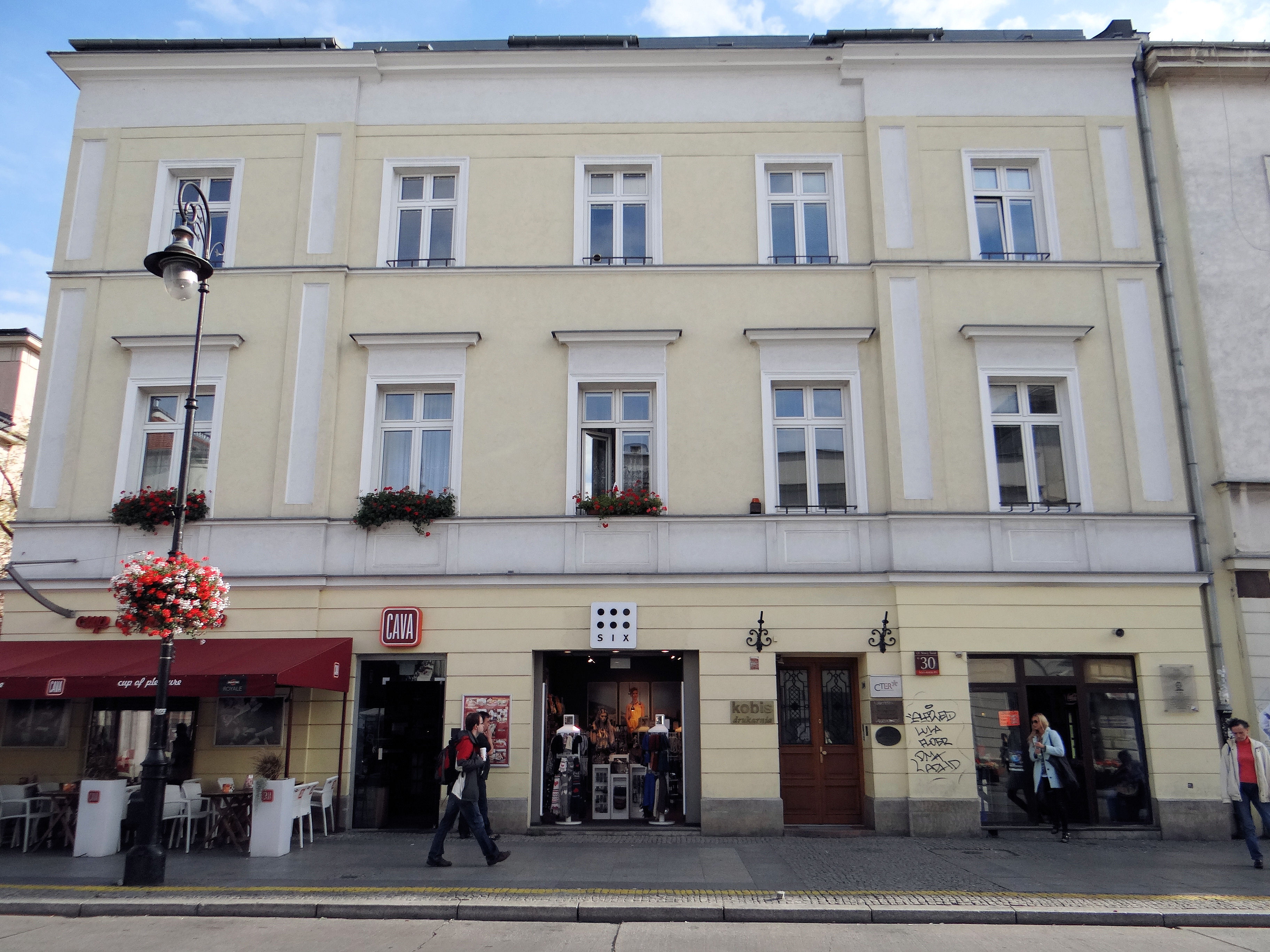
Kamienica Spitzbartha przy ul. Nowy Świat 30 po odbudowie i obniżeniu wysokości.

Z małżeństwa z Aleksandrą z Dunin-Borkowskich miał trzech synów, architekta Artura Jerzego (1891-1940), aktora Karola (1893-1942), Alfreda (1884-1905) i córkę Eugenię (1886-1946) z męża Bielecką.
Artur Otton Spitzbarth spoczywa na cmentarzu ewangelicko-augsburskim (aleja A, grób 11).

## Wybrane realizacje
- Foksal 13;
- Foksal (wówczas Pierackiego) 15;
- Marszałkowska 34;
- Marszałkowska 73;
- Marszałkowska 75/Wilcza 35;
- Marszałkowska 87/Wspólna 43;
- Nowy Świat 30/Foksal (wówczas Pierackiego) 21;
- Świętokrzyska 6;
- Wileńska 63;
- Wileńska 65;